# Рудка (селище)
Рудка (кол. Червона Рудка)— селище в Україні, в Уманському районі Черкаської області, у складі Маньківської селищної громади. Розташоване за 20 км на північ від селища Маньківка. Населення становить 39 осіб.

## Галерея

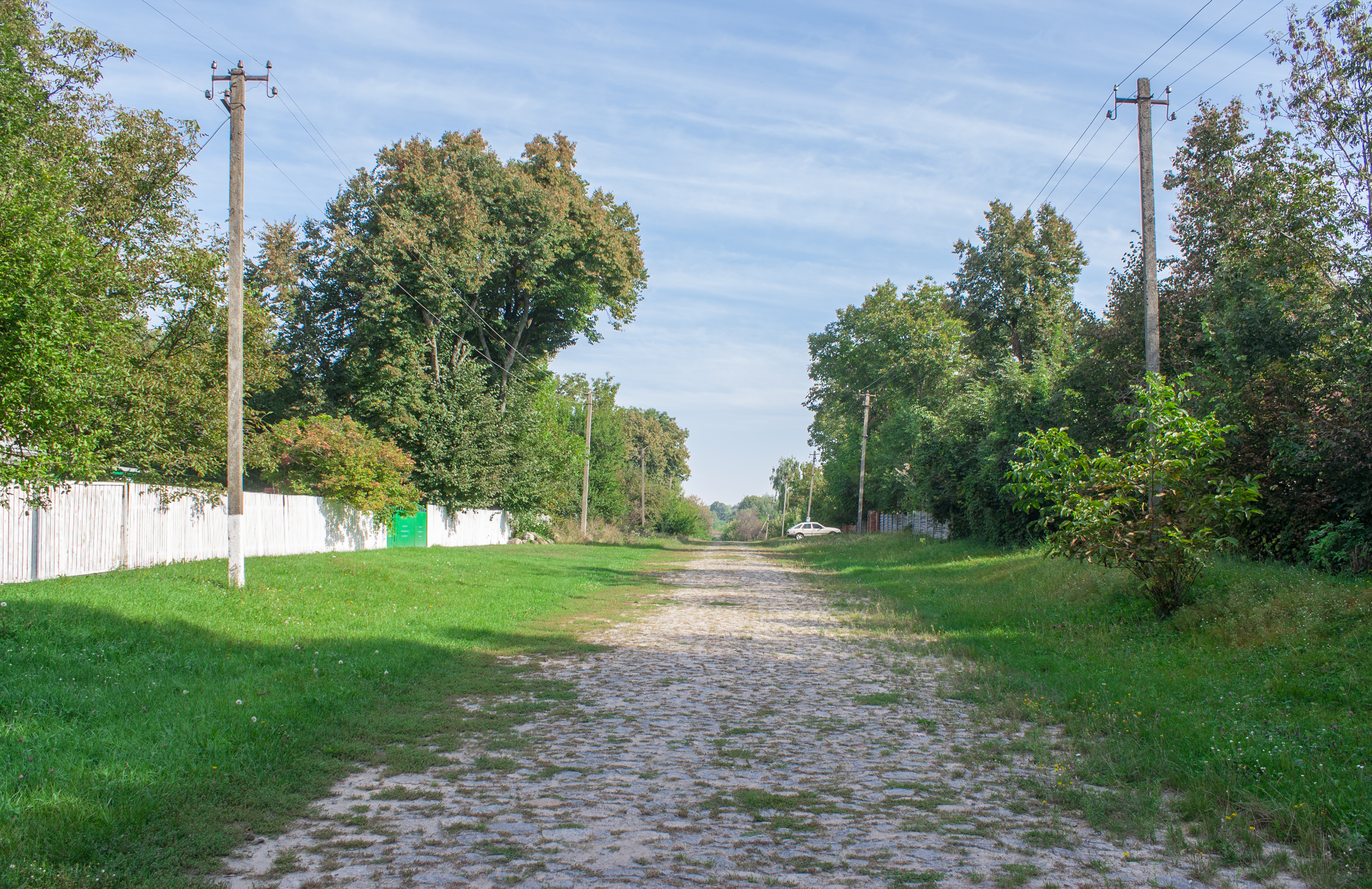
Вулиця Барвінкова
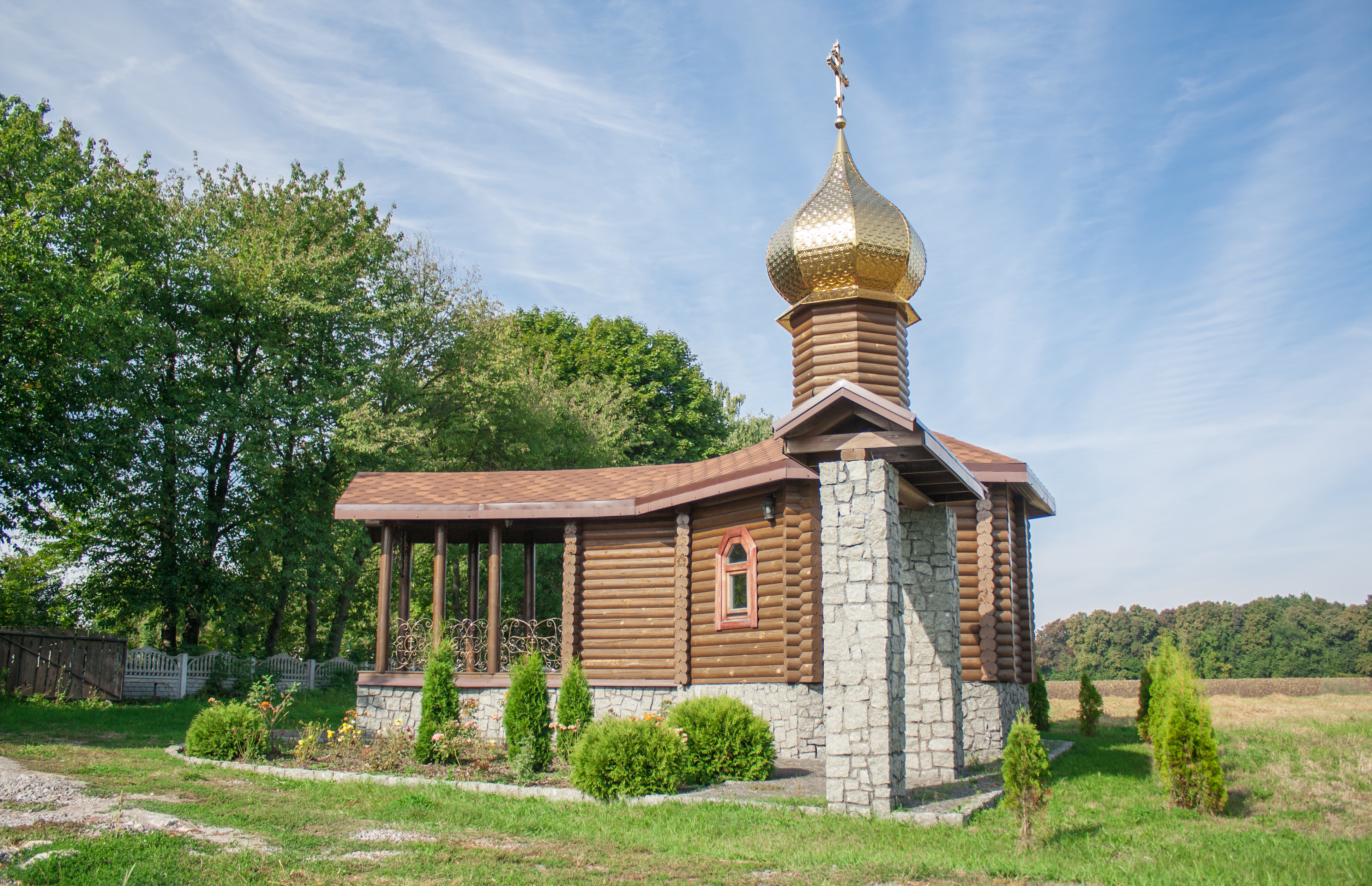
Церква
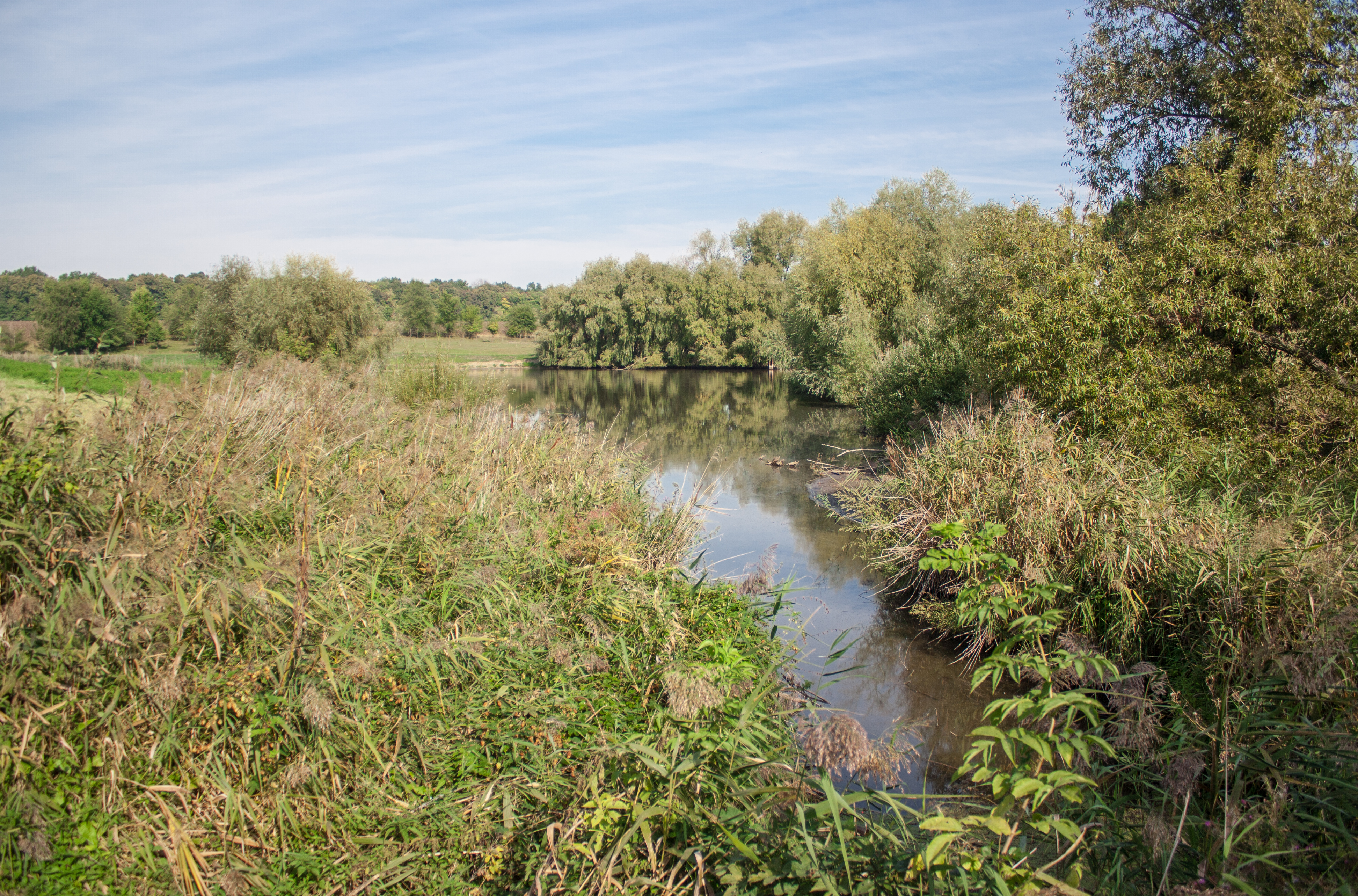
Ставок

## Історія
Селище засноване як Червона Рудка в 1927 році. У часи заселення цю місцевість називали Глибоким Яром. Перших жителів поселення було близько двадцяти сімей, але з часом їх кількість збільшилася втричі.
Назва, можливо, походить від покладів у цій місцевості червоної руди, зокрема, марганцю й бурого вугілля. Можливо — вохри, тобто природної мінеральної фарби червоно-брунатного кольору, яку на Маньківщині називають «рудкою» і нею ж обмащували хліви, льохи та розмальовували стіни в оселях.
У 1929 році в селі засновано колгосп «Промінь Жовтня», де в новозведених приміщеннях вирощували гусей, коней, свиней, овець, велику рогату худобу.
У 1962 році тут відкрито початкову школу, у якій навчалися 40 дітей. У 1976 році в поселенні проведено телефонну лінію.
Припускають, що поблизу селища проходили знамениті Змієві вали, що захищали Маньківські землі від загарбання її території кочовими племенами.